# Curiosoma bispinosum
Curiosoma bispinosum är en mångfotingart som beskrevs av Sergei I. Golovatch 1984. Curiosoma bispinosum ingår i släktet Curiosoma och familjen orangeridubbelfotingar. Inga underarter finns listade i Catalogue of Life.